# Kızılkaya, Gülağaç
Kızılkaya là một xã thuộc huyện Gülağaç, tỉnh Aksaray, Thổ Nhĩ Kỳ. Dân số thời điểm năm 2010 là 1.437 người.